# Thüringische Badmintonmeisterschaft
Thüringische Badmintonmeisterschaften werden seit der Saison 1991/1992 ausgetragen. Sie gingen aus den Bezirksmeisterschaften der ehemaligen DDR-Bezirke Suhl, Gera und Erfurt hervor. Die Titelkämpfe stellen die dritthöchste Meisterschaftsebene im Badminton in Deutschland dar und sind die direkte Qualifikation für die Südostdeutschen Badmintonmeisterschaften.

## Titelträger
| Saison    | Herreneinzel                           | Dameneinzel                            | Herrendoppel                                                                     | Damendoppel                                                               | Mixed                                                                      |
| --------- | -------------------------------------- | -------------------------------------- | -------------------------------------------------------------------------------- | ------------------------------------------------------------------------- | -------------------------------------------------------------------------- |
| 1991 1992 | Hendrik Hausdörfer (SG Feinmess Suhl)  | Bettina Pohl (1. Erfurter BV)          | Hendrik Hausdörfer (SG Feinmess Suhl) Karsten Großgebauer (SG Feinmess Suhl)     | Angela Lang (Mühlhäuser BC) Lange (Mühlhäuser BC)                         | Frank-Thomas Seyfarth (ESV Gera) Köhler (ESV Gera)                         |
| 1992 1993 | Karsten Großgebauer (SG Feinmess Suhl) | Bettina Pohl (1. Erfurter BV)          | Hendrik Hausdörfer (SG Feinmess Suhl) Karsten Großgebauer (SG Feinmess Suhl)     | Angela Lang (Mühlhäuser BC) Heike Heutzenröder (Mühlhäuser BC)            | Bernd Jünemann (Mühlhäuser BC) Heike Heutzenröder (Mühlhäuser BC)          |
| 1994 1995 |                                        |                                        |                                                                                  |                                                                           | Frank-Thomas Seyfarth (ESV Gera) Nadja Hausdörfer (SG Feinmess Suhl)       |
| 1995 1996 | Karsten Großgebauer (SG Feinmess Suhl) | Denise Naulin (Carl-Zeiss Jena-Süd)    | Hendrik Hausdörfer (SG Feinmess Suhl) Karsten Großgebauer (SG Feinmess Suhl)     | Nadja Hausdörfer (SG Feinmess Suhl) Diana Sühlfleisch (SG Feinmess Suhl)  | Hermann (SG Feinmess Suhl) Diana Sühlfleisch (SG Feinmess Suhl)            |
| 1996 1998 | keine Daten                            | keine Daten                            | keine Daten                                                                      | keine Daten                                                               | keine Daten                                                                |
| 1998 1999 | Andreas Richter (1. Erfurter BV)       | Denise Naulin (Carl-Zeiss Jena-Süd)    | Hendrik Hausdörfer (SG Feinmess Suhl) Karsten Großgebauer (SG Feinmess Suhl)     | Petra Rimkus (1. Erfurter BV) Diana Sühlfleisch (1. Erfurter BV)          | Andreas Richter (1. Erfurter BV) Diana Sühlfleisch (1. Erfurter BV)        |
| 1999 2000 | Andreas Richter (1. Erfurter BV)       | Denise Naulin (Carl-Zeiss Jena-Süd)    | Hendrik Hausdörfer (SG Feinmess Suhl) Karsten Großgebauer (SG Feinmess Suhl)     | Petra Rimkus (1. Erfurter BV) Diana Sühlfleisch (1. Erfurter BV)          | Andreas Richter (1. Erfurter BV) Diana Sühlfleisch (1. Erfurter BV)        |
| 2000 2006 | keine Daten                            | keine Daten                            | keine Daten                                                                      | keine Daten                                                               | keine Daten                                                                |
| 2006 2007 | Stefan Wagner (SV GutsMuths Jena)      | Jana Voigtmann (SV GutsMuths Jena)     | Stefan Wagner (SV GutsMuths Jena) Eugen Goidenko (SV GutsMuths Jena)             | Jana Voigtmann (SV GutsMuths Jena) Ulrike Sanftleben (SV GutsMuths Jena)  | Stefan Wagner (SV GutsMuths Jena) Juliane Sondermann (SV GutsMuths Jena)   |
| 2007 2008 | Alexander Piske (SV GutsMuths Jena)    | Juliane Sondermann (SV GutsMuths Jena) | Alexander Piske (SV GutsMuths Jena) Sebastian Wittig (SV GutsMuths Jena)         | Ulrike Sanftleben (SV Jena-Zwätzen) Claudia Fust (SV Jena-Zwätzen)        | Alexander Piske (SV GutsMuths Jena) Juliane Sondermann (SV GutsMuths Jena) |
| 2008 2009 | Alexander Piske (SV GutsMuths Jena)    | Jana Voigtmann (SV GutsMuths Jena)     | Alexander Piske (SV GutsMuths Jena) Sebastian Wittig (SV GutsMuths Jena)         | Jana Voigtmann (SV GutsMuths Jena) Juliane Sondermann (SV GutsMuths Jena) | Alexander Piske (SV GutsMuths Jena) Juliane Sondermann (SV GutsMuths Jena) |
| 2009 2010 | Stefan Wagner (SV GutsMuths Jena)      | Maxi Stelzer (VfL 1990 Gera)           | Alexander Piske (SV GutsMuths Jena) Sebastian Wittig (SV GutsMuths Jena)         | Maxi Stelzer (VfL 1990 Gera) Katarina Schmidt (SV GutsMuths Jena)         | Stefan Wagner (SV GutsMuths Jena) Katarina Schmidt (SV GutsMuths Jena)     |
| 2010 2011 | keine Daten                            | keine Daten                            | keine Daten                                                                      | keine Daten                                                               | keine Daten                                                                |
| 2011 2012 | Johann Höflitz (SV GutsMuths Jena)     | Maxi Stelzer (VfL 1990 Gera)           | Tobias Lesser (VfL 1990 Gera) Sascha Wohlfeil (VfL 1990 Gera)                    | Maxi Stelzer (VfL 1990 Gera) Antje Besser (VfL 1990 Gera)                 | Sebastian Kokott (VfL 1990 Gera) Maxi Stelzer (VfL 1990 Gera)              |
| 2012 2013 | Sascha Wohlfeil (VfL 1990 Gera)        | Maxi Stelzer (VfL 1990 Gera)           | Alois Henke (VfL 1990 Gera) Sascha Wohlfeil (VfL 1990 Gera)                      | Julia Engelhardt (VfL 1990 Gera) Maxi Stelzer (VfL 1990 Gera)             | Alois Henke (VfL 1990 Gera) Julia Engelhardt (VfL 1990 Gera)               |
| 2013 2014 | Johann Höflitz (VfL 1990 Gera)         | Maxi Stelzer (VfL 1990 Gera)           | Johann Höflitz (SV GutsMuths Jena) Moritz Predel (SV GutsMuths Jena)             | Maxi Stelzer (VfL 1990 Gera) Julia Engelhardt (VfL 1990 Gera)             | Alois Henke (VfL 1990 Gera) Julia Engelhardt (VfL 1990 Gera)               |
| 2014 2015 | Johann Höflitz (SV GutsMuths Jena)     | Jule Keil (1. Erfurter BV)             | Alois Henke (VfL 1990 Gera) Tom Krüppner (VfL 1990 Gera)                         | Jule Keil (1. Erfurter BV) Sonja Schulz (1. Erfurter BV)                  | Alois Henke (VfL 1990 Gera) Jasmin Lippold (VfL 1990 Gera)                 |
| 2015 2016 | Alois Henke (VfL 1990 Gera)            | Anne Seifert (SG Feinmess Suhl)        | Alois Henke (VfL 1990 Gera) Sebastian Kokott (VfL 1990 Gera)                     | Lisa Geppert (VfL 1990 Gera) Jasmin Lippold (VfL 1990 Gera)               | Alois Henke (VfL 1990 Gera) Jasmin Lippold (VfL 1990 Gera)                 |
| 2016 2017 | Johann Höflitz (SV GutsMuths Jena)     | Nicole Bartsch (SV GutsMuths Jena)     | Stefan Adam (SV GutsMuths Jena) Moritz Predel (SV GutsMuths Jena)                | Lisa Geppert (VfL 1990 Gera) Veronika Koldová (VfL 1990 Gera)             | Alois Henke (VfL 1990 Gera) Nicole Bartsch (SV GutsMuths Jena)             |
| 2017 2018 | Johann Höflitz (SV GutsMuths Jena)     | Maxi Stelzer (VfL 1990 Gera)           | Stefan Adam (SV GutsMuths Jena) Julian Voigt (SV GutsMuths Jena)                 | Nicole Bartsch (SV GutsMuths Jena) Maxi Stelzer (VfL 1990 Gera)           | Alois Henke (VfL 1990 Gera) Nicole Bartsch (SV GutsMuths Jena)             |
| 2018 2019 | Moritz Predel (SV GutsMuths Jena)      | Maxi Stelzer (VfL 1990 Gera)           | Johann Höflitz (SV GutsMuths Jena) Lennart Notni (SV GutsMuths Jena)             | Nicole Bartsch (SV GutsMuths Jena) Maxi Stelzer (VfL 1990 Gera)           | Alois Henke (VfL 1990 Gera) Nicole Bartsch (SV GutsMuths Jena)             |
| 2019 2021 | abgesagt                               | abgesagt                               | abgesagt                                                                         | abgesagt                                                                  | abgesagt                                                                   |
| 2022 2023 | Alois Henke (VfL 1990 Gera)            | Lisa Höflitz (SV GutsMuths Jena)       | Julian Voigt (SV GutsMuths Jena) Toni Krause (SV GutsMuths Jena)                 | Marie Lücke (SV GutsMuths Jena) Charlotte Mund (SV GutsMuths Jena)        | Toni Krause (SV GutsMuths Jena) Marie Lücke (SV GutsMuths Jena)            |
| 2023 2024 | Florian Wohlgemuth (SV GutsMuths Jena) | Nicole Bartsch (SV GutsMuths Jena)     | Florian Wohlgemuth (SV GutsMuths Jena) Paul-Werner Dingethal (SV GutsMuths Jena) | Julia Vogel (VfL 1990 Gera) Maxi Stelzer (VfL 1990 Gera)                  | Alois Henke (SV GutsMuths Jena) Nicole Bartsch (SV GutsMuths Jena)         |
| 2024 2025 | Florian Otto (SV GutsMuths Jena)       | Maxi Stelzer (VfL 1990 Gera)           | Johann Höflitz (SV GutsMuths Jena) Lennart Notni (SV GutsMuths Jena)             | Marie Lücke (SV GutsMuths Jena) Charlotte Mund (SV GutsMuths Jena)        | Johann Höflitz (SV GutsMuths Jena) Marie Lücke (SV GutsMuths Jena)         |